# Кенервай
Кенервай — деревня в Якшур-Бодьинском районе Удмуртской республики.

## География
Находится в центральной части Удмуртии на расстоянии приблизительно 6 км на северо-восток по прямой от районного центра села Якшур-Бодья.

## История
Известна с 1873 года как починок Кенеровай с 7 дворами. 16 дворов было в 1893 году, 27 (1905), 46 (1924). Основана крестьянами-удмуртами из деревень Якшур, Большие Ошворцы и Нирошур. До 2021 год входила в состав Пушкарёвского сельского поселения.

## Население
Постоянное население составляло: 39 жителей (1873), 146 (1893), 234 (1905), 255 (1924), 29 человек в 2002 году (удмурты 100 %), 17 в 2012.